# Kroatië op het Eurovisiesongfestival 2022

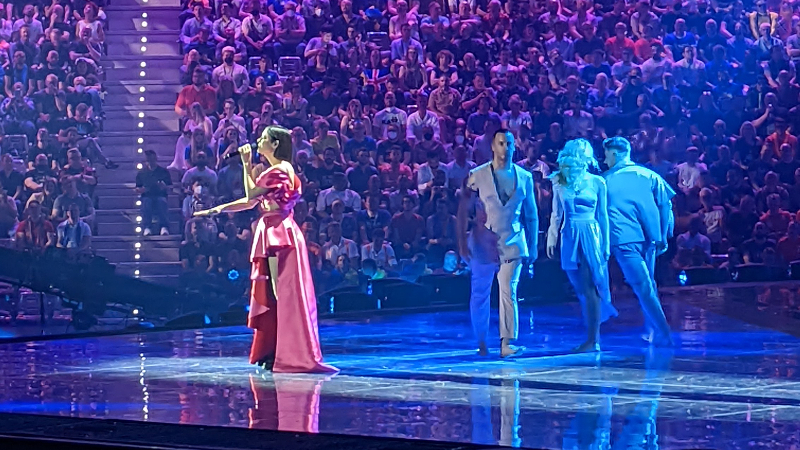
Mia Dimšić treedt op in de eerste halve finale

Kroatië nam deel aan het Eurovisiesongfestival 2022 in Turijn, Italië. Het was de 27ste deelname van het land aan het Eurovisiesongfestival. HRT was verantwoordelijk voor de Kroatische bijdrage voor de editie van 2022.

## Selectieprocedure
HRT koos er net als een jaar eerder voor om Dora te organiseren als nationale preselectie voor het Eurovisiesongfestival. Het was de 23ste editie van de nationale voorronde. Geïnteresseerden konden zich van 27 oktober tot 12 december 2022 inschrijven voor deelname. HRT ontving uiteindelijk 184 inschrijvingen, en gaf op 17 december 2022 de namen van de veertien geselecteerde kandidaten vrij.
Dora 2022 vond plaats op 19 februari 2022 in Opatija.  De show werd gepresenteerd door Duško Ćurlić, Elizabeta Brodić en Franka Batelić (deelnemer Kroatië op het Eurovisiesongfestival 2018). De helft van de punten werd verdeeld door het grote publiek. De andere helft werd verdeeld door tien verschillende regionale jury's. In totaal werden 580 punten over de kandidaten verdeeld. Bij een gelijkstand gaf de voorkeur van het publiek de doorslag. Batelić en Albina Grčić, de winnaar van Dora 2021, traden op als intervalact. Uiteindelijk ging Mia Dimšić met Guilty pleasure met de zegepalm aan de haal.

## Dora 2022
19 februari 2022
| Plaats | Artiest           | Lied                    | Jury | Publiek | Totaal |
| ------ | ----------------- | ----------------------- | ---- | ------- | ------ |
| 1      | Mia Dimšić        | Guilty pleasure         | 91   | 166     | 257    |
| 2      | Marko Bošnjak     | Mol zi nas              | 71   | 108     | 179    |
| 3      | Mia Negovetić     | Forgive me (oprosti)    | 81   | 60      | 141    |
| 4      | Bernarda Brunović | Here for love           | 64   | 47      | 111    |
| 5      | Eric Vidović      | I found you             | 59   | 43      | 102    |
| 6      | Elis Lovrić       | No war                  | 64   | 30      | 94     |
| 7      | ToMa              | In the darkness         | 43   | 25      | 68     |
| 8      | Tina Vukov        | Hideout                 | 33   | 23      | 56     |
| 9      | Zdenka Kovačiček  | Stay on the bright side | 31   | 20      | 51     |
| 10     | Ella Orešković    | If you walk away        | 11   | 17      | 28     |
| 11     | Tia               | Voli me do neba         | 13   | 11      | 24     |
| 12     | Jessa             | My next mistake         | 8    | 9       | 17     |
| 13     | Roko Vušković     | Noći pijane             | 8    | 9       | 17     |
| 14     | Mila Elegović     | Ljubav                  | 3    | 12      | 15     |

## In Turijn
Kroatië trad aan in de eerste halve finale, op dinsdag 10 mei 2021. Mia Dimšić was als elfde van zestien acts aan de beurt, net na Maro uit Portugal en gevolgd door REDDI uit Denemarken. Kroatië eindigde uiteindelijk, net als het voorgaande jaar, op de onfortuinlijke elfde plaats met 75 punten, net onvoldoende voor kwalificatie voor de finale.
1993 · 1994 · 1995 · 1996 · 1997 · 1998 · 1999 · 2000 · 2001 · 2002 · 2003 · 2004 · 2005 · 2006 · 2007 · 2008 · 2009 · 2010 · 2011 · 2012 · 2013 · 2014-2015 · 2016 · 2017 · 2018 · 2019 · 2020 · 2021 · 2022 · 2023 · 2024 · 2025
Albanië · Armenië · Australië · Azerbeidzjan · België · Bulgarije · Cyprus · Denemarken · Duitsland · Estland · Finland · Frankrijk · Georgië · Griekenland · Ierland · IJsland · Israël · Italië · Kroatië · Letland · Litouwen · Malta · Moldavië · Montenegro · Nederland · Noord-Macedonië · Noorwegen · Oekraïne · Oostenrijk · Polen · Portugal · Roemenië · San Marino · Servië · Slovenië · Spanje · Tsjechië · Verenigd Koninkrijk · Zweden · Zwitserland